# Artur Żmijewski (acteur)
Pour les articles homonymes, voir Artur Żmijewski.
Ne pas confondre avec l'artiste contemporain vidéo Artur Żmijewski
Artur Żmijewski, né le 10 avril 1966  à Radzymin, est un acteur polonais de théâtre, cinéma et télévision.

## Biographie
Artur Żmijewski a fait ses études au lycée Maria-Konopnicka de Legionowo, puis en 1990, à l'Académie de théâtre Alexandre-Zelwerowicz de Varsovie.
De 1989 à 1991 il a joué au Teatr Współczesny w Warszawie (pl) puis en 1991-1992 au théâtre Ateneum puis il a appartenu de 1998 à 2010 à la troupe du Théâtre national.
Il a tourné plus de cinquante films. En 1991, il est nommé pour le prix du meilleur acteur au Festival du film polonais de Gdynia, pour le rôle dans le drame policier Trois Jours sans verdict (Trzy dni bez wyroku) de Wojciech Wójcik (pl). À plusieurs reprises, il reçoit le prix Telekamera (pl) du meilleur acteur de l'hebdomadaire Tele Tydzień [La Semaine Télé]. Il est très populaire également pour ses rôles récurrents dans des séries télévisées comme Ojciec Mateusz, inspiré du feuilleton italien Don Matteo, où il tient depuis 2008 le rôle-titre du prêtre-détective Mateusz Żmigrodzki, ou de 1999 à 2012, Na dobre i na złe (pl) dans le rôle du professeur de médecine Jakub Burski.
Artur Żmijewski est décoré de la croix d'or du mérite en 2005. Depuis 2007, il est ambassadeur de bonne volonté pour l'UNICEF. Depuis 2009, il est citoyen d'honneur de la ville de Legionowo. 
Il est marié et père de trois enfants.

## Filmographie
- depuis 2008 : Ojciec Mateusz : père Mateusz Żmigrodzki

## Doublage
- 1973 : Robin des Bois : Robin des Bois (voix originale Brian Bedford) (film d'animation)
- 2000 : La Route d'Eldorado : Tulio  (voix originale Kevin Kline) (film d'animation)
- 2001 : Dans le désert et dans la forêt vierge (pl) : Stanisław Tarkowski (personnage Adam Fidusiewicz)
- 2005 : Madagascar : Alex le lion (voix originale Ben Stiller) (film d'animation)
- 2005 : Karol, l'homme qui devint pape : Hans Frank (personnage Matt Craven)
- 2005 : Jean-Paul II (pl) : Roman
- 2007 : Les Folles Aventures de Rucio : Quijote (voix originale José Luis Gil) (film d'animation)
- 2007 : Il était une fois : Robert (personnage Patrick Dempsey)
- 2008 : Madagascar 2 : Alex le lion (voix originale Ben Stiller) (film d'animation)
- 2009 : Joyeux Noël Madagascar : Alex le lion (voix originale Ben Stiller) (film d'animation)
- 2012 : Madagascar 3 : Bons Baisers d'Europe : Alex le lion (voix originale Ben Stiller) (film d'animation)
- 2014 : M. Peabody et Sherman : Les Voyages dans le temps : Peabody (voix originale Ty Burrell) (film d'animation)
- 2015 : Paddington : Ours Paddington (voix originale Ben Whishaw) (film d'animation)
- 2015 : À la poursuite de demain : Frank Walker (personnage George Clooney)